# Albula (Fluss)
Die etwa 41 Kilometer lange Albula ⓘ  (rätoromanisch Alvraⓘ), die im Schweizer Kanton Graubünden verläuft, ist der grösste Nebenfluss des Hinterrheins.

## Name
Die ersten Erwähnungen des Flussnamens lauteten 1349 an d'ilbellen bzw. 1394 Alvella. Die Variante 'Albula' taucht erst im 18. Jahrhundert auf und ist eine Anspielung auf eine andere Bezeichnung für den Fluss Tiber in Mittelitalien oder auf das lateinische Wort albulus (weisslich). Die ursprüngliche Bedeutung ist eine Ableitung vom keltischen Wort *albā 'Weißwasser'.

## Geographie

### Verlauf

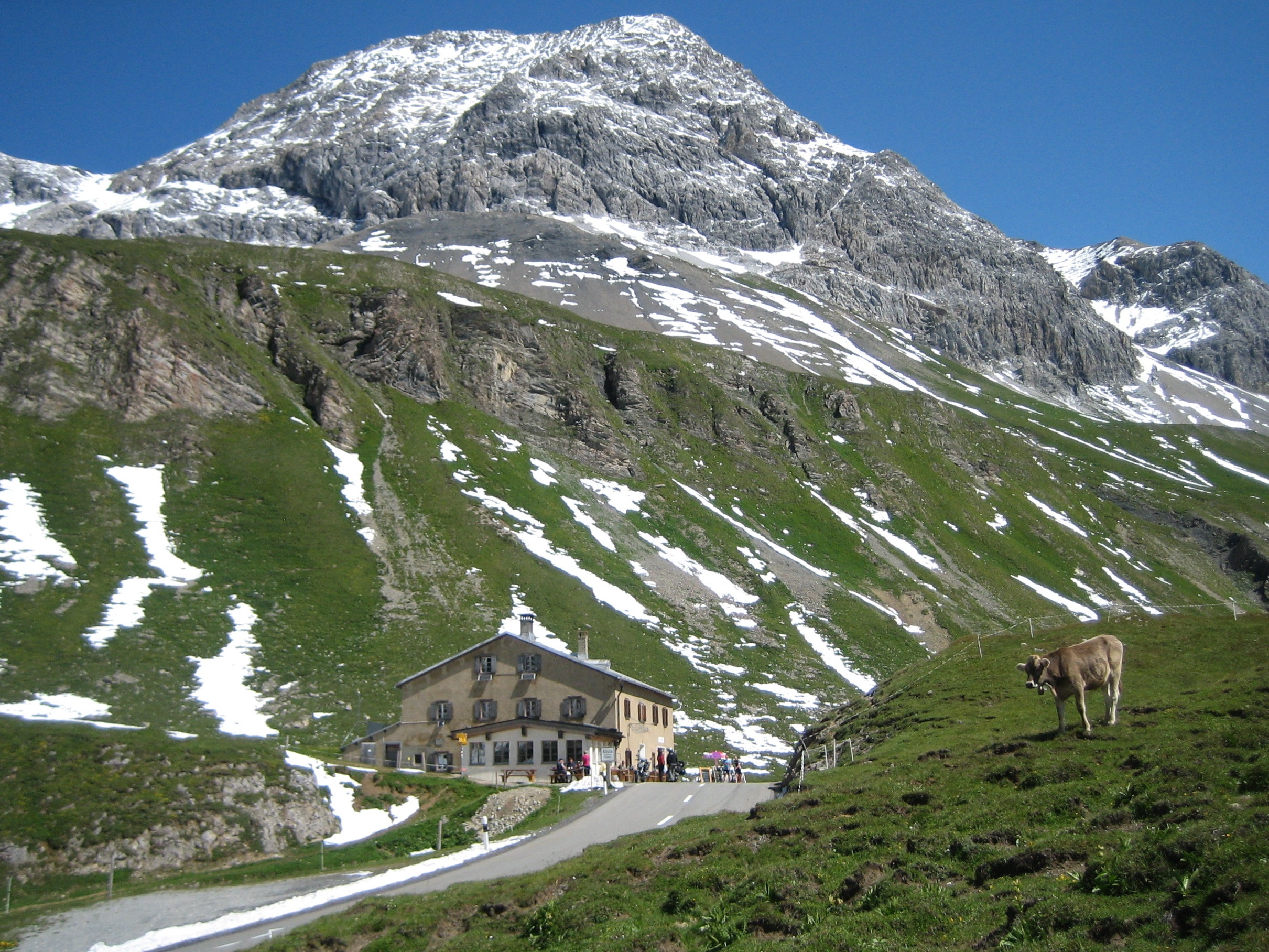
Hospiz auf dem Albulapass, im Hintergrund der Piz Üertsch

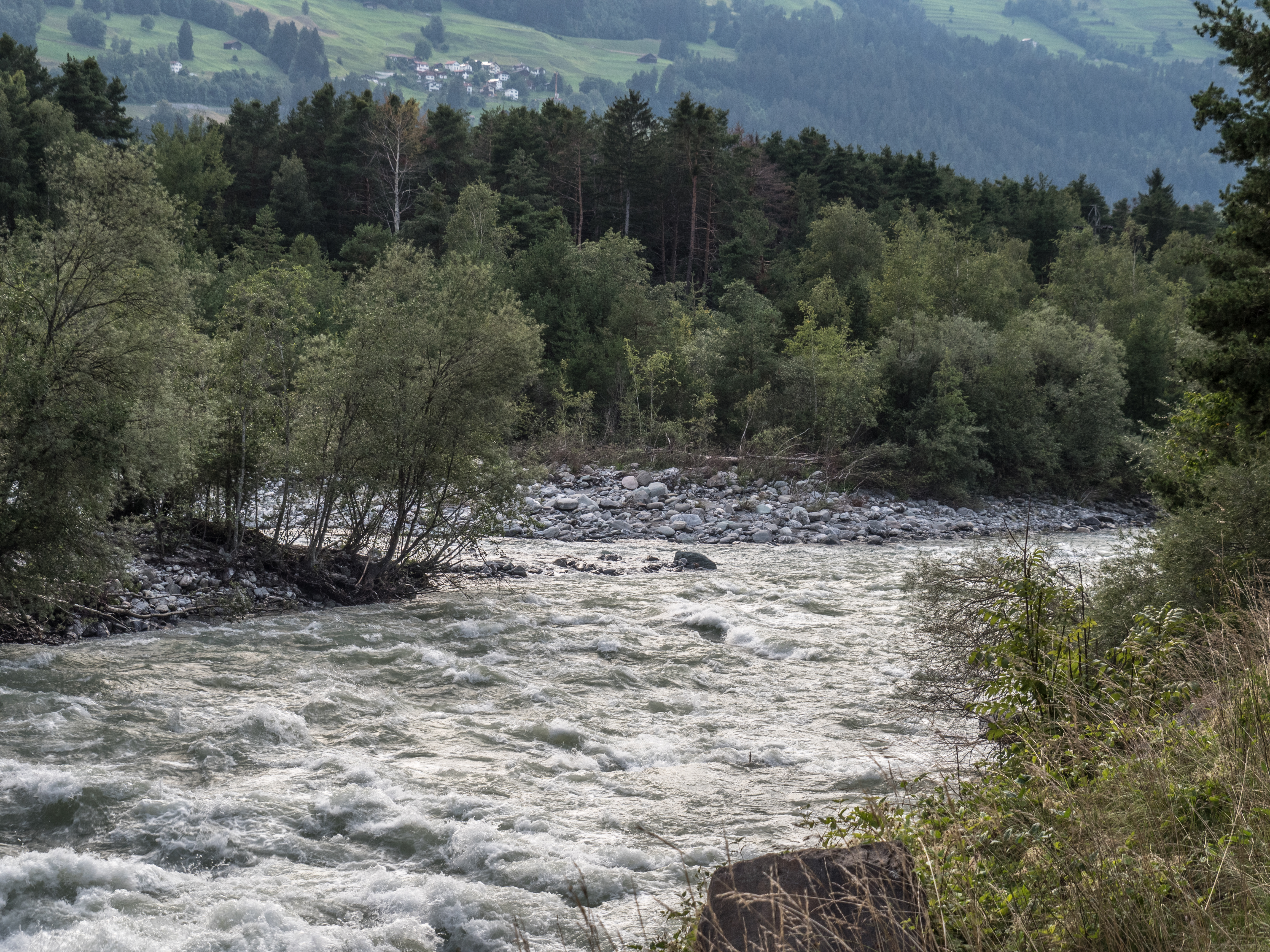
Mündung der Albula in den Hinterrhein

Die Albula entspringt bei Igls Plans unterhalb des Albulapasses auf einer Höhe von 2037 m nordwestlich des Dschimels (2781 m).
Sie fliesst zunächst gut anderthalb Kilometer in fast westlicher Richtung und wird dann am nördlichen Fuss des Piz Palpuogna zum Palpuognasee (Lai da Palpuogna) gestaut. Sie verlässt den Stausee, richtet ihren Lauf nach Nordwesten aus und zieht dann nach weiteren anderthalb Kilometern an dem zur politischen Gemeinde Bergün Filisur gehörenden Maiensäss Naz vorbei, wo ihr gleich nachdem sie das Dorf hinter sich gelassen hat, auf der linken Seite die aus dem Südwesten kommende Rabgiugsa zufliesst.
Die Albula fliesst nun fast nordwärts zwischen dem Piz Rugnux (2890 m) im Westen und dem Piz Muot (2669 m) im Osten durch ein weites an beiden Hängen bewaldetes Tal und erreicht dann etwa vier Kilometer später das ebenfalls zu Bergün Filisur gehörende Dorf Bergün/Bravuogn. Dort nimmt sie auf ihrer rechten Seite den aus dem Osten vom Piz Forum (3052 m) herkommenden Tuorsbach (Ava da Tuors) auf. Sie läuft nun westlich an Stugl (Stuls) vorbei und wird kurz darauf, abermals von rechts, durch die Ava da Stugl (Stuglbach) gestärkt. Beim Dorf Filisur fliesst sie dann mit dem aus dem Nordosten heranziehenden Landwasser zusammen.
Die Albula passiert nun fast westwärts ziehend nacheinander die beiden zur Gemeinde Albula/Alvra gehörenden Dörfer Alvaneu (Alvagni) und Surava und wird dann bei der bis 2014 eigenständigen politischen Gemeinde Tiefencastel, die nun zu Albula/Alvra gehört, auf ihrer linken Seite von der aus dem Süden kommenden Julia gespeist. Etwas flussabwärts durchfliesst die Albula südlich des Dorfes Alvaschein (Alvaschagn) den Stausee Solis.
Die Albula fliesst in Richtung Nordwesten noch an Sils im Domleschg vorbei und mündet schliesslich auf einer Höhe von 652 m ü. M.  bei Fürstenaubruck von rechts in den aus dem Süden kommenden Hinterrhein.
Ihr rund 41 km langer Lauf endet ungefähr 1385 Höhenmeter unterhalb ihrer Quelle, sie hat somit ein mittleres Sohlgefälle von etwa 34 ‰.

### Einzugsgebiet
Das 953,36 km² grosse Einzugsgebiet der Albula liegt in den Rätischen Alpen und wird durch sie über den Hinterrhein und den Rhein zur Nordsee entwässert.
Es grenzt
- im Nordosten an das Einzugsgebiet der Landquart, die in den Rhein mündet;
- im Osten und Südosten an das des En (Inn), der in die Donau mündet;
- im Süden an das der Mera (Maira), die über die Adda in den Po entwässert;
- im Südwesten an das des Averser Rheins, der über den Ragn da Ferrera in den Hinterrhein entwässert;
- im Westen an das des Hinterrheins direkt und
- im Norden an das der Plessur, die in den Rhein mündet.

Das Einzugsgebiet besteht zu 26,8 % aus bestockter Fläche, zu 33,2 % aus Landwirtschaftsfläche, zu 2,0 % aus Siedlungsfläche und zu 38,0 % aus unproduktiven Flächen.
Die Flächenverteilung
Die mittlere Höhe des Einzugsgebietes beträgt 2098,4 m ü. M., die minimale Höhe liegt bei 647 m ü. M. und die maximale Höhe bei 3350 m ü. M.

### Hydrologischer Hauptstrang
Das Landwasser ist länger, hat ein grösseres Einzugsgebiet und einen stärkeren mittleren Abfluss (MQ) als die Albula bis zu ihrem Zusammenfluss. Es ist somit der hydrologische Hauptstrang des Flusssystems Albula. Da die Albula bei ihrem Zusammenfluss mit dem Hinterrhein das wasserreichere Gewässer ist, ist der Strang Landwasser-Albula der Hauptstrang des Flusssystems Hinterrhein.
| Name       | Länge in km | EZG in km² | MQ in m³/s |
| ---------- | ----------- | ---------- | ---------- |
| Albula     | 20,6        | 159,68     | 5,76       |
| Landwasser | 36,4        | 293,11     | 9,34       |

Anmerkungen zur Tabelle
1. ↑  Die Albula bis zum Zusammenfluss mit dem Landwasser

### Zuflüsse
Die wichtigsten Zuflüsse sind der Tuorsbach, das Landwasser, beide an der Mündung länger als die Albula, und die Julia (Gelgia), über die der Julierpass erreicht wird. Das Landwasser ist an der Mündung nicht nur länger, sondern auch bedeutend wasserreicher als die Albula. Über das Landwassertal mit der Stadt Davos wird der Flüelapass erreicht.

Zuflüsse der Albula
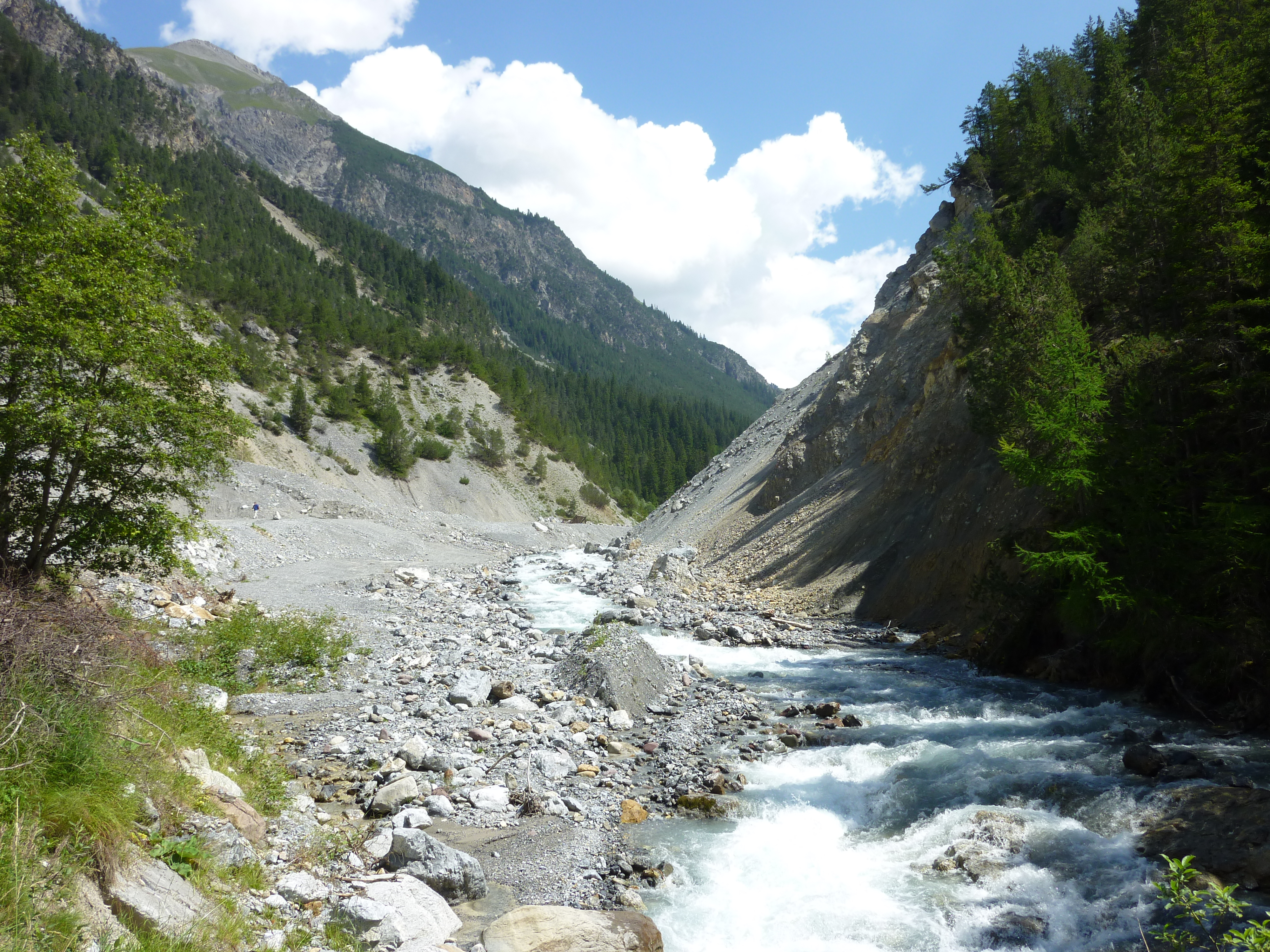
Der Tuorsbach bei Bergün
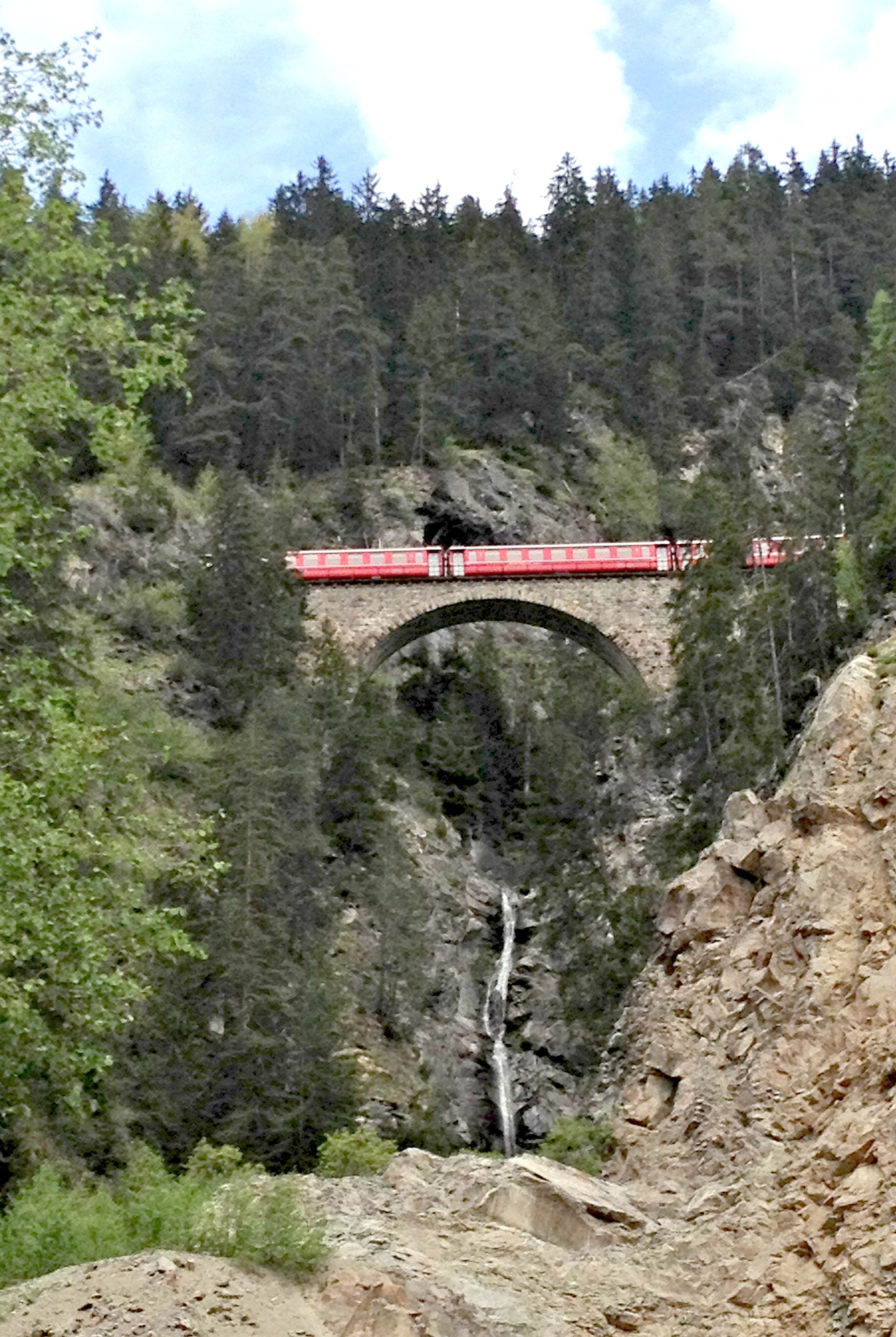
Der Stuglbach vor der Einmündung in die Albula
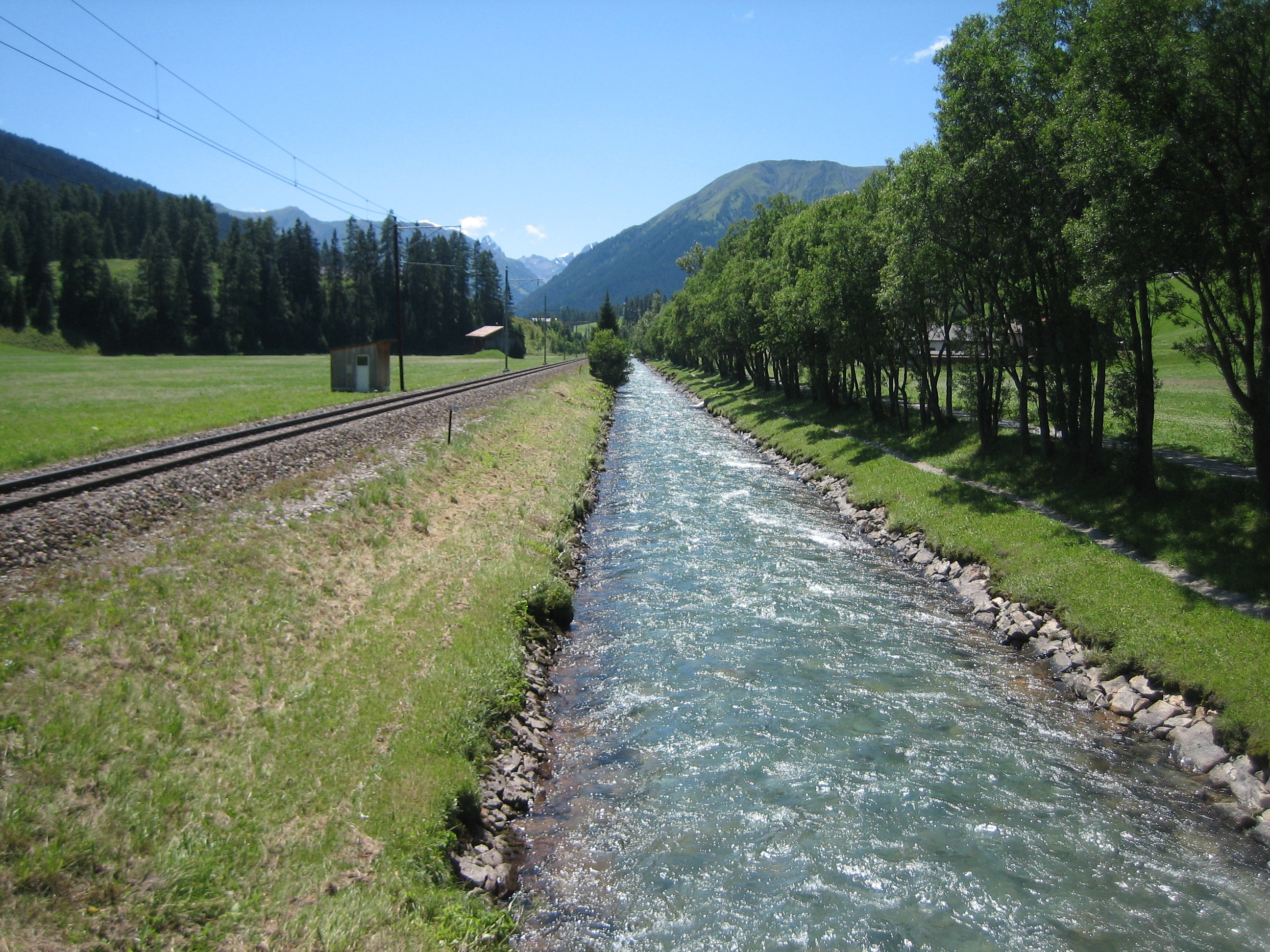
Das Landwasser bei Davos-Islen
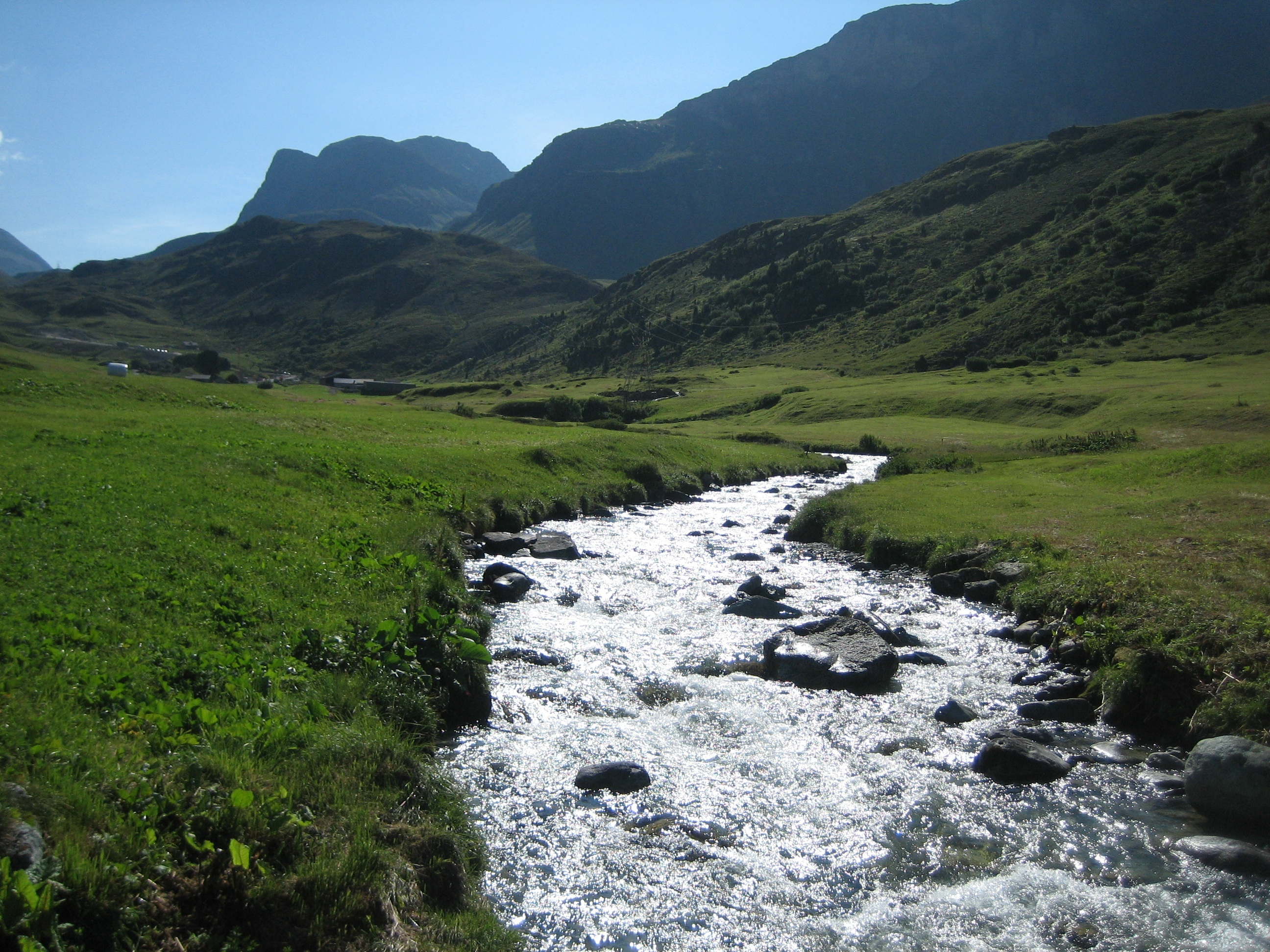
Die Julia am Julierpass

Zuflüsse der Albula ab 5 km Länge
| Name                     | GKZ      | Lage   | Länge in km | EZG in km² | MQ in m³/s | Mündung Koordinaten                       | Mündungshöhe in m | Bemerkungen                                                             |
| ------------------------ | -------- | ------ | ----------- | ---------- | ---------- | ----------------------------------------- | ----------------- | ----------------------------------------------------------------------- |
| Alvbach                  | CH003373 | links0 | 002,6000    | 0002,470   | 0000,490   | oberhalb von Preda                        | 1917,500000       | Alternativname: Ovel Alv Mündet in den Palpuognasee                     |
| Ovel da Zavretta         | CH003371 | rechts | 004,2000    | 0003,620   | 0000,140   | bei Preda                                 | 1758,100000       |                                                                         |
| Rabgiugsa                | CH003372 | links0 | 005,1000    | 0016,120   | 0000,700   | unterhalb von Naz                         | 1729,500000       |                                                                         |
| Ava da Tisch             | CH003370 | rechts | 005,3000    | 0010,030   | 0000,390   | Dorfeingang von Bergün/Bravuogn           | 1405,900000       |                                                                         |
| Tuorsbach                | CH000366 | rechts | 011,9000    | 0056,820   | 0002,150   | Dorfausgang von Bergün/Bravuogn           | 1327,200000       | Rätoromanischer Name: Ava da Tuors                                      |
| Ovel d'Urmena            | CH521539 | links0 | 003,0000    | 0004,530   |            | südlich von Stugl, Bergün/Bravuogn        | 1142,400000       |                                                                         |
| Ava da Stugl             | CH003364 | rechts | 009,2000    | 0017,790   | 0000,620   | unterhalb Stugl, Bergün/Bravuogn          | 1104,300000       |                                                                         |
| Landwasser               | CH000300 | rechts | 036,4000    | 0293,110   | 0009,340   | vor Alvaneu Bad                           | 953,200000        |                                                                         |
| Selabach                 | CH003338 | links0 | 007,1000    | 0015,000   | 0000,500   | bei Zinols, Filisur                       | 952,500000        |                                                                         |
| Schaftobelbach           | CH003337 | links0 | 004,8000    | 0012,410   | 0000,410   | bei Alvaneu Bad                           | 936,400000        |                                                                         |
| Ava da Crappa Neira      | CH003336 | rechts | 007,4000    | 0018,790   | 0000,530   | zwischen Alvaneu Bad und Surava           | 923,300000        | Alternativname: Val digl Guert                                          |
| Grondabach               | CH003335 | links0 | 002,8000    | 0004,430   | 0000,140   | bei Surava                                | 906,500000        | Gewässername von Flurbezeichnung abgeleitet                             |
| Julia                    | CH000289 | links0 | 032,4000    | 0324,740   | 0010,440   | bei Tiefencastel                          | 833,200000        | Rätoromanischer Name: Gelgia                                            |
| Munterbach               | CH003334 | links0 | 006,0000    | 0002,740   |            | nach Tiefencastel                         | 826,500000        | Gewässername von Flurbezeichnung abgeleitet                             |
| Valmalabach              | CH003333 | rechts | 003,6000    | 0005,760   | 0000,120   | beim Kraftwerk Tiefencastel, Tiefencastel | 824,800000        | Gewässername von Flurbezeichnung abgeleitet                             |
| Stirvabach               | CH003332 | links0 | 006,1000    | 0008,050   | 0000,290   | unterhalb Stierva                         | 823,000000        | Gewässername von Flurbezeichnung abgeleitet Mündet in den Stausee Solis |
| Heidbach (Rain digl Lai) | CH000322 | rechts | 010,7000    | 0043,690   | 0001,400   | unterhalb Zorten                          | 765,700000        |                                                                         |
| Grossbach                | CH003328 | links0 | 005,0000    | 0008,250   | 0000,240   | unterhalb Mutten                          | 744,400000        |                                                                         |
| Prodavosbach             | CH003327 | rechts | 003,2000    | 0002,850   |            | bei Prin                                  | 691,600000        | Gewässername von Flurbezeichnung abgeleitet                             |
| Albula                   |          |        | 039,0000    | 0953,360   | 0029,1000  | bei Fürstenaubruck                        | 65200000          | Mündet in den Hinterrhein                                               |

Anmerkungen zur Tabelle
1. ↑  Von der Quelle zur Mündung. Daten von Swisstopo (map.geo.admin.ch)
2. ↑  Bezeichnung nach dem Basisplan auf der Interaktiven Karte Graubünden, Amt für Landwirtschaft und Geoinformation
3. ↑  Die Daten der Albula zum Vergleich

### Stauseen

#### Palpuognasee

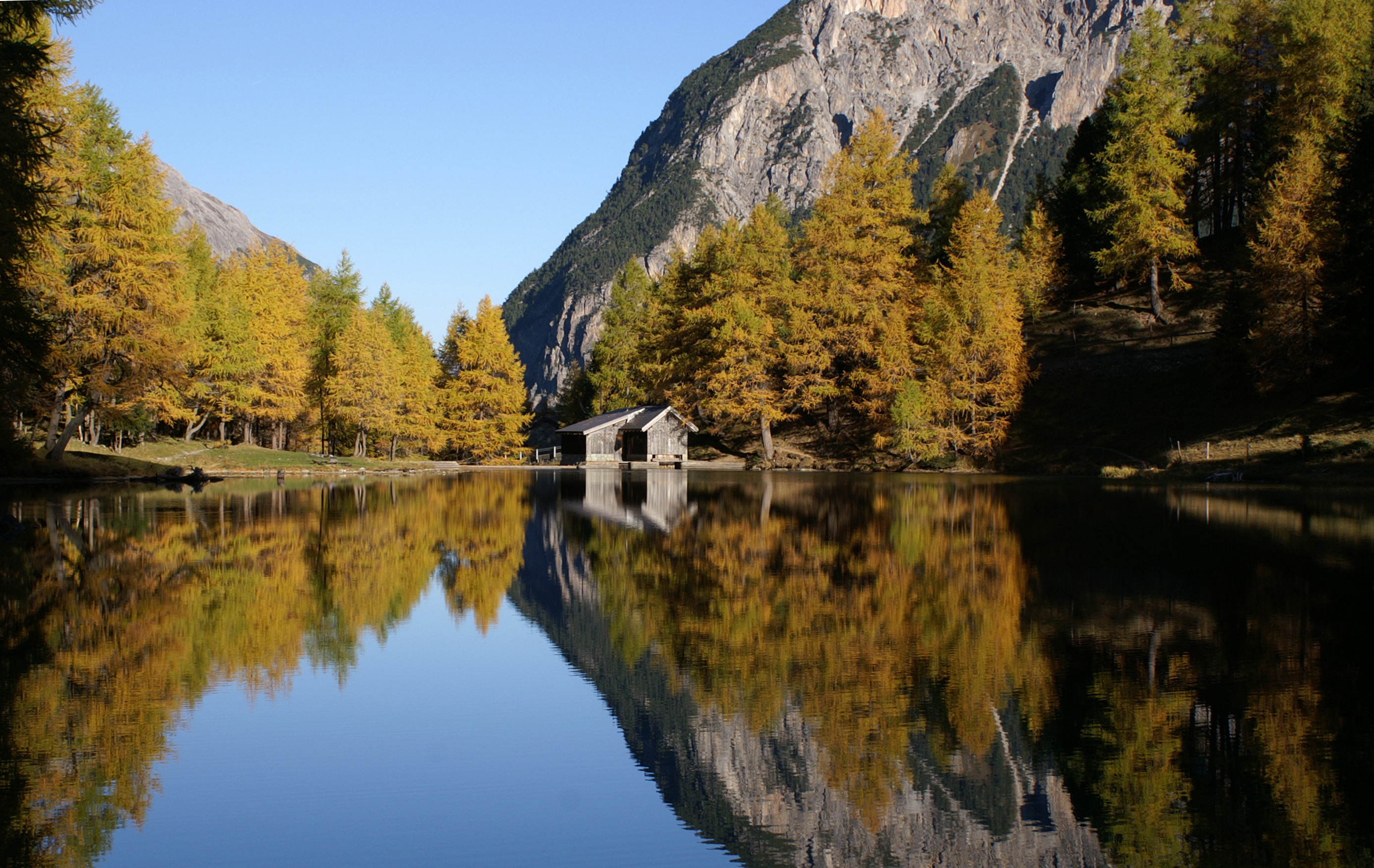
Der Palpuognasee

Der Palpuognasee (rätoromanisch Lai da Palpuogna) liegt in den Albula-Alpen auf 1918 m ü. M. oberhalb von Preda.
Der See liegt etwa acht Kilometer oberhalb Bergün/Bravuogn auf einer markanten Talstufe am Fuss des Piz Palpuogna und ist über die Albula-Passstrasse zu erreichen.

#### Stausee Solis

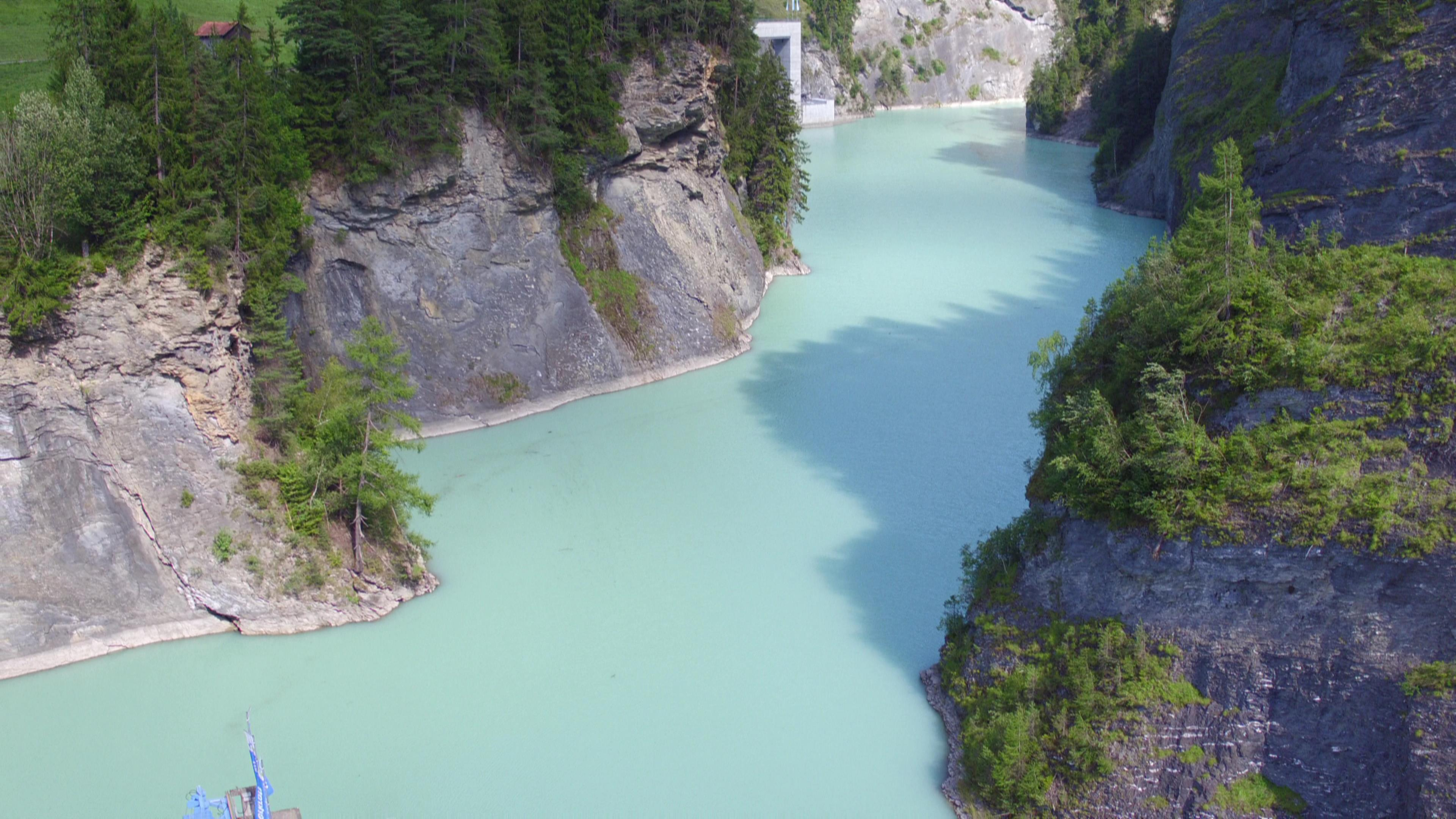
Der Stausee Solis

Der Stausee Solis ist ein Stausee an der Albula unterhalb von Alvaschein. Der See mit einer Fläche von 24 ha gehört zu den Kraftwerken Mittelbünden.
Wegen der starken Verlandung wurde der See 2012 mit einem Umleitstollen für Geschiebe versehen.

### Albulatal
Das Albulatal ist durch einen häufigen Wechsel von breiten Talböden und Schluchten gekennzeichnet und bietet nur wenig Siedlungsraum.

## Nutzung

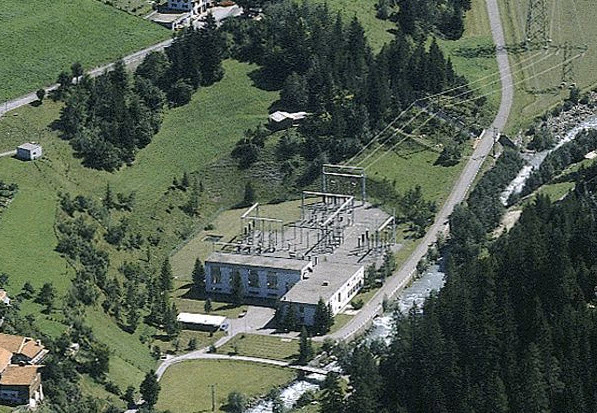
Zentrale Filisur der Alubla-Landwasser-Kraftwerke

Die Wasserkraft der Albula wird in mehreren Kraftwerksanlagen genutzt. Der oberste und älteste Stausee ist der Palpuognasee (Lai da Palpuogna), der, um Strom für den Bau des Albulatunnels zu gewinnen, im Jahr 1898 gestaut wurde. Er wird gern als einer der schönsten Flecken der Schweiz beworben. Bei Bergün/Bravuogn Islas wird erneut ein Teil der Albula gefasst und über einen Druckstollen zum ca. 10 km entfernten Kraftwerk Filisur (64 MW Leistung) der Albula-Landwasser Kraftwerke (ALK) geführt. Die Wasserrückgabe erfolgt über ein Ausgleichsbecken in Filisur. Unterhalb Tiefencastel nimmt die Albula linkerhand die Julia auf und fliesst durch die Schinschlucht. In der Schlucht wird die Albula seit 1986 durch eine Bogenstaumauer zum Stausee Solis aufgestaut, ehe sie vom Soliser Viadukt der Rhätischen Bahn und der daneben verlaufenden Autostrasse überspannt wird. Das Wasser wird über Druckstollen den Kraftwerken Sils im Domleschg und Rothenbrunnen der EWZ zugeleitet, wo das Wasser zurückfliesst – in Sils im Domleschg noch in die Albula, in Rothenbrunnen bereits in den Hinterrhein.
Das Restwasser der Albula mündet nach 40 Kilometern bei Fürstenau in den Hinterrhein. Bei natürlichem Abfluss, der durch die Wasserkraftnutzung bei beiden Flüssen derzeit nicht gegeben ist, ist die Albula mit 29,1 m³/s grösser als der Hinterrhein, der dort 27,3 m³/s Wasser führt.

## Verkehr
Über das Talsystem der Albula verlaufen die Verkehrswege, mit denen das Engadin an die übrige Schweiz angebunden ist, darunter der Albulapass (Pass dall’Alvra), an dessen Westseite sie entspringt.

### Albulabahn

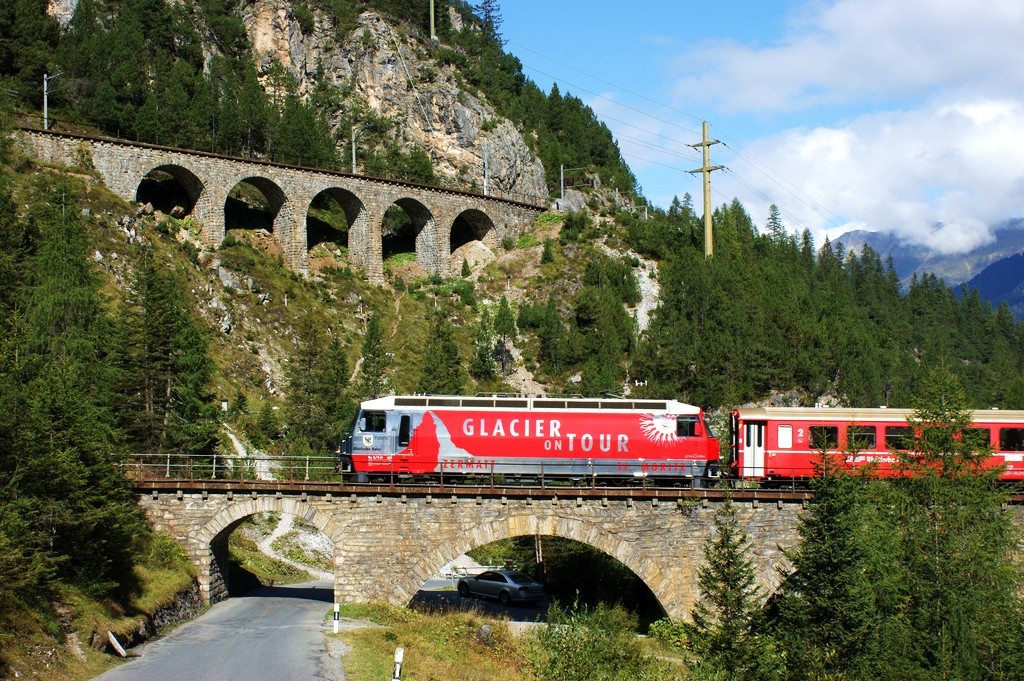
Albulabahn

Dem Fluss folgt auf seiner ganzen Länge die Albulabahn der Rhätischen Bahn.
Die Albulabahn hat eine 61,67 Kilometer lange Strecke mit 144 Brücken und 42 Tunnels und Galerien und besitzt im Albulatal eine ihrer spektakulärsten Streckenführungen. Sie ist auf diesem Abschnitt durch die UNESCO als Welterbe klassifiziert.

### Brücken

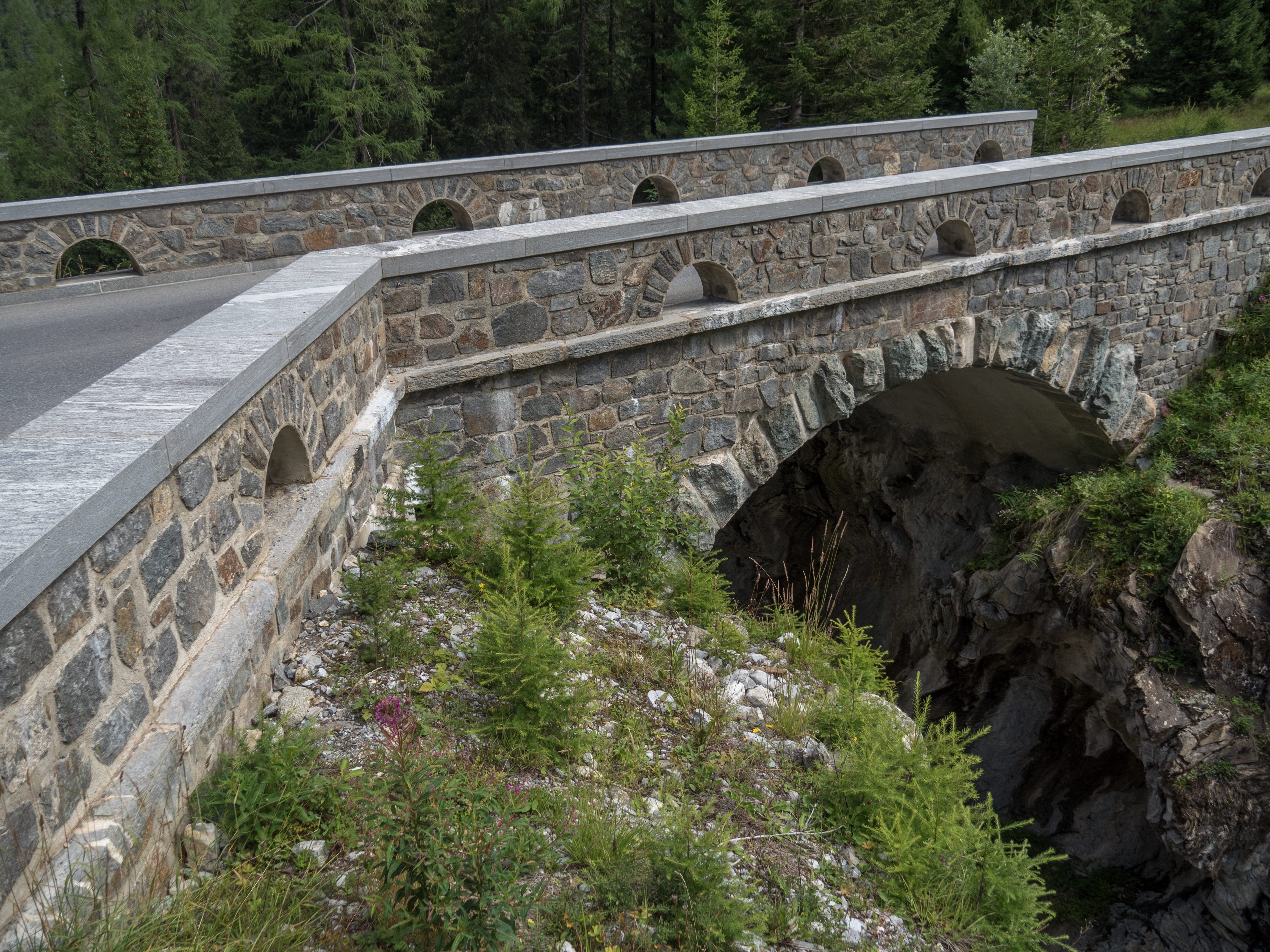
Punt Ota-Brücke

Auf ihrem Weg wird der Fluss von rund 60 Brücken überspannt. Die Albulalinie der Rhätischen Bahn überquert den Fluss mit fünf imposanten Steinbogenviadukten (gebaut 1902/03). Die gedeckte Holzbrücke in Alvaneu Bad (gebaut 1875) ist denkmalgeschützt.